# Viduquindo de Corvey
 Viduquindo de Corvey (925- Abadía de Corvey, después de 973) fue un cronista histórico sajón que llevaba el nombre del caudillo pagano sajón Viduquindo, el duque sajón que había luchado contra Carlomagno durante las guerras sajonas y del que posiblemente era descendiente. Su obra en tres volúmenes Res gestae saxonicae sive annalium libri tres es una importante crónica de la Germania del siglo X.
Viduquindo entró en el monasterio de Corvey alrededor del año 940. Dejó escritas importantes narraciones de los tiempos de Enrique I y de Otón el Grande. Viduquindo escribió desde la perspectiva de un sajón, orgulloso de su pueblo y su historia, y comienza sus anales, no con la Antigua Roma, sino con una breve sinopsis de la tradición oral histórica de los sajones que resulta en una obra difícil de interpretar. En la narración de la vida de Enrique el Grande omite los acontecimientos que suceden en la península itálica y jamás nombra a ninguno de los papas. El manuscrito de Res gestae saxonicae sive annalium libri tres se publicó en Basilea en el año 1532 y en la actualidad se encuentra en la British Library. Hasta nuestros días han llegado otros dos manuscritos. La mejor edición la publicaron Paul Hirsch y Hans-Eberhard Lohmann en 1935, incluida en la serie Monumenta Germaniae Historica: Scriptores rerum Germanicarum in usum scholarum editi. Hay una traducción al alemán: Quellen zur Geschichte der sächsischen Kaiserzeit, publicada por Albert Bauer y Reinhold Rau en 1971. La primera traducción inglesa publicada no es sino una disertación para tesis doctoral.
Viduquindo de Corvey empieza con las guerras entre Teodorico I, rey de Austrasia, y los turingios, en las que los sajones desempeñaron un importante papel. Hay una alusión a la conversión de los sajones al cristianismo durante el reinado de Carlomagno, que le lleva a contar en detalle el reinado de Enrique I. El segundo libro comienza con la elección de Otón el Grande como rey, trata de los levantamientos contra su autoridad, sin mencionar los acontecimientos que se producen en la península itálica y concluye con la muerte de su mujer, Edith, en 946. Dedica sus escritos a Matilda, abadesa de Quedlinburg e hija de Otón el Grande, descendiente de Viduquindo, el caudillo sajón.
Se atribuye a Viduquindo una vida de san Pablo y santa Tecla, basada sin duda en los Hechos de san Pablo y santa Tecla del siglo II, pero de la que no se conserva nada.